# Драчево (Чапљина)
Драчево су насељено мјесто у Босни и Херцеговини у граду Чапљина које административно припада Федерацији Босне и Херцеговине. Према попису становништва из 1991. у насељу је живјело 630 становника.

## Становништво
| Националност       | 1991.        |
| Хрвати             | 582 (92,38%) |
| Срби               | 41 (6,50%)   |
| Муслимани          | 0            |
| Југословени        | 0            |
| остали и непознато | 7 (1,11%)    |
| Укупно             | 630          |